# Nichirei International Championships 1990
Nichirei International Championships 1990 — жіночий тенісний турнір, що проходив на відкритих кортах з твердим покриттям Ariake Coliseum у Токіо (Японія). Належав до турнірів 2-ї категорії в рамках Туру WTA 1990. Турнір відбувся вперше і тривав з 25 до 30 вересня 1990 року. Четверта сіяна Мері Джо Фернандес здобула титул в одиночному розряді й отримала 70 тис. доларів США.

## Фінальна частина

### Одиночний розряд
Мері Джо Фернандес —  Емі Фрейзер 3–6, 6–2, 6–3
- Для Фернандес це був перший титул в одиночному розряді за кар'єру.

### Парний розряд
Мері Джо Фернандес /  Робін Вайт —  Джиджі Фернандес /  Мартіна Навратілова 4–6, 6–3, 7–6(7–4)